# Eiskalt wie das Schweigen
Eiskalt wie das Schweigen (Originaltitel: Les seins de glace) ist ein französisch-italienischer Film noir von 1974, der auf dem Roman Someone Is Bleeding des US-amerikanischen Schriftstellers Richard Matheson von 1953 basiert.

## Handlung
Der Schriftsteller François Rollin sucht Inspiration an einem Strand in Nizza an der Côte d’Azur. Dort trifft er eine mysteriöse junge Frau, Peggy Lister, die ihn an die Heldin seines Romans erinnert. Er verliebt sich sofort in sie und möchte sie gern näher kennenlernen, muss jedoch feststellen, dass sie unter dem Schutz des mächtigen, einflussreichen Anwalts Marc Rilson und dessen Handlangern steht. Dieser offenbart ihm schließlich, dass Peggy ihren Mann, einen Drogendealer, tötete, aber nicht wegen Mordes verurteilt, sondern freigesprochen wurde, da mehrere psychiatrische Gutachter zu dem Schluss kamen, sie sei geisteskrank.
Rollin glaubt nicht daran, zumal auch Rilson in Peggy verliebt ist und sogar erklärt, er wolle sie heiraten. Peggy versucht schließlich, mit Rollin zu fliehen. Kurz darauf geschehen weitere Morde, bei denen der Wachmann Steig und Rilsons Bruder getötet werden, beide offenbar von der verstörten Peggy.
Rollin fährt dann mit Peggy zu einem idyllischen Berghotel. Sie bestellen Champagner, und Peggy geht ins Bad, zieht sich komplett aus und kommt mit einem Rasiermesser, das sie hinter ihrem Rücken versteckt, völlig nackt wieder heraus. Als Rollin sie zärtlich umarmt, sticht sie mit dem Messer auf ihn ein. In diesem Moment stürzt Rilson in den Raum und rettet Rollin so das Leben. Es stellt sich heraus, dass er beide verfolgt hatte. Er nimmt Peggy zu sich und bringt sie mit dem Auto zu einer abgelegenen Aussichtsplattform in den Bergen. In der letzten Szene sieht Rollin, der ihnen gefolgt ist, wie Rilson ihr von einem gemeinsamen Neuanfang in Australien erzählt. Dabei führt er unbemerkt eine Pistole an ihren Hinterkopf und drückt unter Tränen ab.

## Kritiken
Der Filmdienst meint: „Ein Film, der sich durch mangelnde Motivation und psychologische Oberflächlichkeit weitgehend um Spannung und Atmosphäre bringt.“ Das Heyne-Film-Lexikon urteilt, der Film sei ein „recht oberflächlich inszeniertes Drama“ und bewertet ihn mit drei von fünf möglichen Sternen.